# N25 (Togo)
Die N25 ist eine Fernstraße in Togo, die in Tandjouaré an der Ausfahrt der N1 beginnt und in  Nadioum an der Zufahrt zur N16 endet. Sie ist 61 Kilometer lang.